# ناسیو ارب براون
ناسیو اِرب براون (انگلیسی: Nacio Herb Brown؛ اسپانیایی: Nacio Herb Brown‎؛ ‏ ۲۲ فوریهٔ ۱۸۹۶ – ۲۸ سپتامبر ۱۹۶۴) آهنگساز و ترانه‌سرا اهل ایالات متحده آمریکا بود.
از فیلم‌ها یا مجموعه‌های تلویزیونی که وی در آن‌ها نقش داشته است، می‌توان به بزن‌بکوب!، ترانه ۱۹۳۶ برادوی و پرتقال کوکی اشاره نمود.